# Lüdinghausen genannt Wolff

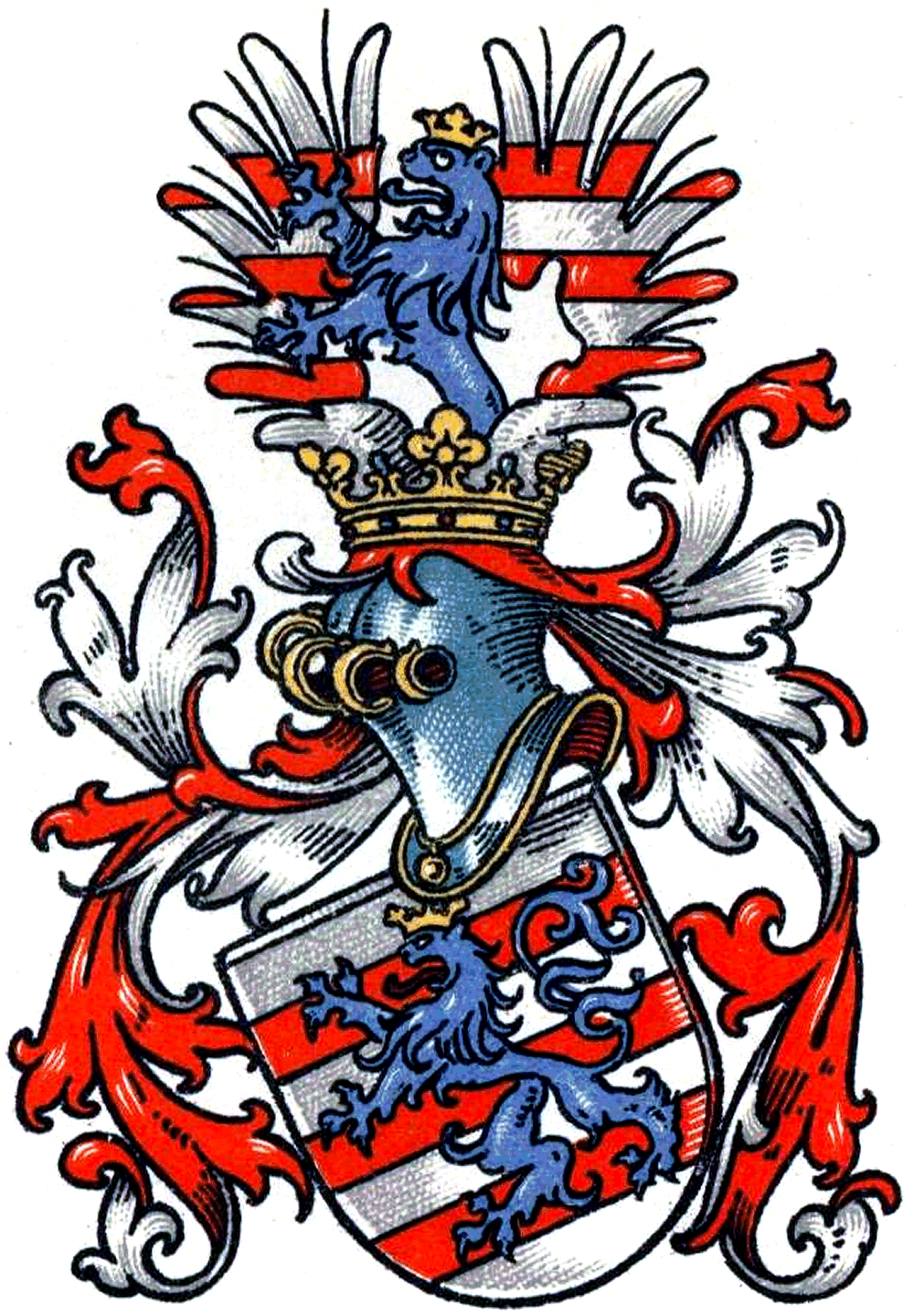
Wappen derer von Lüdinghausen genannt Wolff im Wappenbuch des Westfälischen Adels

Lüdinghausen genannt Wolff ist ein aus Westfalen stammendes uradeliges Geschlecht, das sich später auch im Baltikum ansiedelte. Namenstragende Nachkommen einer im Jahr 1858 in den Freiherrenstand erhobenen Linie leben noch heute.

## Herkunft und Geschichte
Das Geschlecht erscheint urkundlich zuerst 1174 mit Conradus de Ludenkhusen unter den Ministerialen der Fürstbischöfe von Münster auf deren Burg Lüdinghausen. Die Stammreihe der Familie beginnt 1185 mit Hermann. Herimannus, miles de Ludynghusen, siegelt 1260.
Im Jahre 1271 urkundete Bernardus, dictus Lupus de Ludinchusen, erstmals mit dem Beinamen Wolf (Lupus). Jener Bernhard Wolf von Lüdinghausen (auch Bernhard Wolf zu Wolfsberg) († 1312) war der Erbauer der Burg Wolfsberg in Lüdinghausen. Da Bernhard und sein Bruder Hermann I. von Lüdinghausen sich diesen Sitz, etwas südlich der Burg Lüdinghausen, wohl ohne Einverständnis des Bischofs errichtet hatten, ließ Bischof Gerhard von der Mark 1271 die Burg Vischering als Zwingburg auf einer etwa 80 Meter langen Sandinsel in einem Steverarm erbauen, um seine landesherrlichen Rechte gegenüber den aufrührerischen Brüdern zu sichern. Er belehnte damit seinen Ministerialen Albert III. von Wulfheim (1268–1315), der sich daraufhin Droste zu Vischering nannte; seine Nachkommen besitzen die Burg Vischering bis heute.

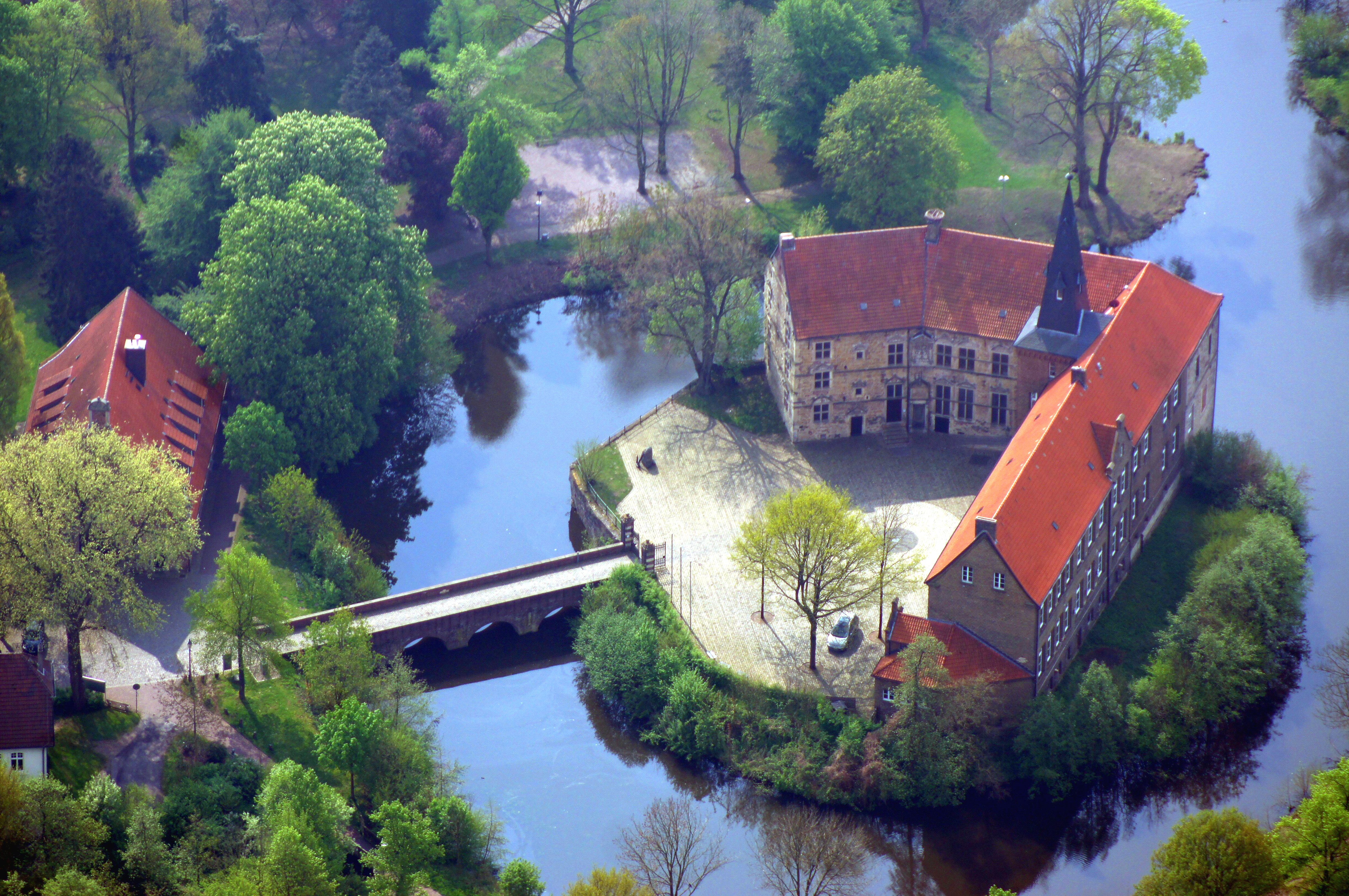
Burg Lüdinghausen
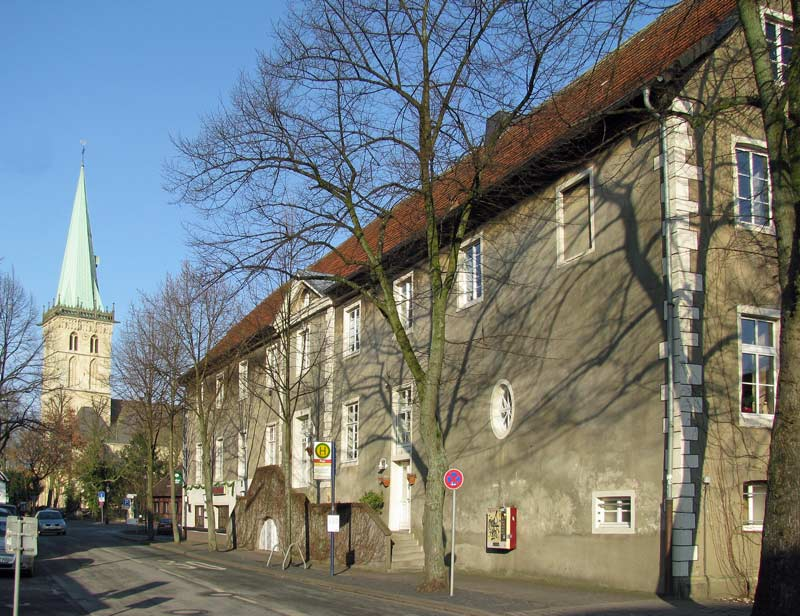
Burg Wolfsberg (Lüdinghausen)

Besagter Bernhard Wolf von Lüdinghausen ehelichte Regelindis, die Erbtochter der alten Schultheißen von Soest. Zu seinen Urenkeln gehörte der Fürstbischof von Münster, Heidenreich Wolf von Lüdinghausen († 1392). Es nannte sich in der Folge der Soester Erbverbindung auch ein Sohn des Bernhard nach Amt und Sitz Schultheiß (var. Schulte, lat. Scultetus) von Soest: Ritter Henrich Wulff (urkundlich schon 1276; † 1305) urkundete mit dem Löwenwappen als Scultetus über Soest. Neben seinem mütterlichen Großvater, dem Schultheißen Heinrich von Soest, urkundete auch er bereits 1289 in der Hovestadter Burgmannschaft. Im 14. Jahrhundert sind die Wölfe von Lüdinghausen ebenfalls als Erben des Letzten der vornehmen Schultheißen von Soest auch in der Neheimer Burgmannschaft vertreten gewesen: Heinrich Wolf, der das Hauptgut zu Voßwinkel besaß, wurde 1369 Turm-Burgmann zu Neheim.
Seit der Mitte des 14. Jahrhunderts erscheinen die Wulffe von Lüdinghausen als Burgmänner von Neheim im Besitz des Haupthofes zu Voßwinkel. So erhielt Heinrich Wulf von Lüdinghausen 1364 den Haupthof zum Lehen. Ein Nachkomme Heinrich Wulfs wurde 1415 vom Erzbischof belehnt mit dem Burglehen in Neheim und dem Hof- und Holzgericht zu Voßwinkel. Die Wulfe wohnten später auf Haus Füchten, das sie durch Verheiratung mit denen von Uffeln bei Werl erhalten hatten. Eine Erbtochter dieses Geschlechtes heiratete den Arnold Christoph von der Horst, der 1678 das Burglehen zu Neheim erhielt, den Hof zu Voßwinkel, Hof- und Holzgericht und die erzbischöflichen Dienste zu Voßwinkel.
Ein Zweig derer von Lüdinghausen genannt Wolff wandte sich im 15. Jahrhundert ins Baltikum, während das Geschlecht später in der westfälischen Stammheimat ausstarb. Georg war Ritter des Deutschen Ordens in Livland bis 1559 und Vater von Georg († 1638), dem Stadtstarost von Dünaburg. Dessen Söhne waren Fromhold († 1665), Woiwode von Smolensk, Senator, Gouverneur von Krakau und Befehlshaber der königlichen Garde, Alexander († 1679), Woiwode von Dorpat und Senator, nachmals Zisterzienserabt von Pelplin, seit 1674 Bischof von Livland, Friedrich Johann, polnischer Generalleutnant und Georg († 1647), Generalstarost von Livland und Vater des Jesuiten Friedrich von Lüdinghausen Wolff (1645–1708).

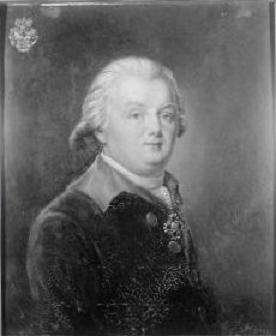
Georg von Lüdinghausen Wolff (1751–1807), Kanzler, dann Landhofmeister des kurländischen Oberhofgerichts in Mitau

Andere Nachkommen des Deutschordensritters Georg verbreiteten sich in Schweden und Polen, später in Russland und Preußen. Georg (1751–1807) war 1797–1801 Kanzler, dann Landhofmeister des kurländischen Oberhofgerichts in Mitau, Otto (1850–1910) war preußischer Generalleutnant und Kommandeur der 2. Infanterie-Division, Albert (1851–1931) war preußischer Generalleutnant und Bernd (1864–1930) Polizeipräsident von Berlin-Wilmersdorf und -Schöneberg.
Der Ritterbankrichter und herzoglich kurländische Hauptmann zu Frauenburg Johan Lüdinghausen genannt Wolff wurde am 17. Oktober 1620 bei der 1. Klasse der Kurländischen Ritterschaft immatrikuliert. Die preußische Anerkennung zur Führung des Freiherrntitels erfolgte durch Allerhöchste Kabinettsorders vom 9. Juni 1858, vom 29. Juli 1856 und vom 11. November 1865, nachdem schon für das Gesamtgeschlecht durch Senatsukas vom 3. April 1862 die russische Anerkennung des Baronstitels erfolgt war.

## Wappen
- Blasonierung des Stammwappens: In Silber drei (vier) rote Balken, belegt mit einem (zweischwänzigen) goldgekrönten blauen Löwen; auf dem Helm mit rot-silbernen Decken der Löwe wachsend zwischen einem mit je drei roten Balken belegtem silbernen Flug.[13]
- Blasonierung des alternativen Glocken-Wappens (Ritter Ludolf von Lüdinghausen, um 1308): In Gold eine rote Glocke. Auf dem gekrönten Helm mit rot-goldenen Decken die rote Glocke.
- Blasonierung des Freiherrenwappens: Geviert mit goldenen Herzschild, in welchem eine rote Glocke. Felder 1 und 4 in Silber drei rote Querbalken, darüber ein goldgekrönter blauer Löwe; Felder 2 und 3 in Rot drei goldene Ringe dazwischen in der Mitte ein goldener Stern. Drei gekrönte Helme mit rot-silbernen Decken: I. der Löwe wachsend, linksgerichtet, zwischen zwei silbernen mit drei roten Balken belegten Flügeln; II. die rote Glocke; III. zwei Büsche von je drei grünen Pfauenfedern, dazwischen schwebend der goldene Stern.

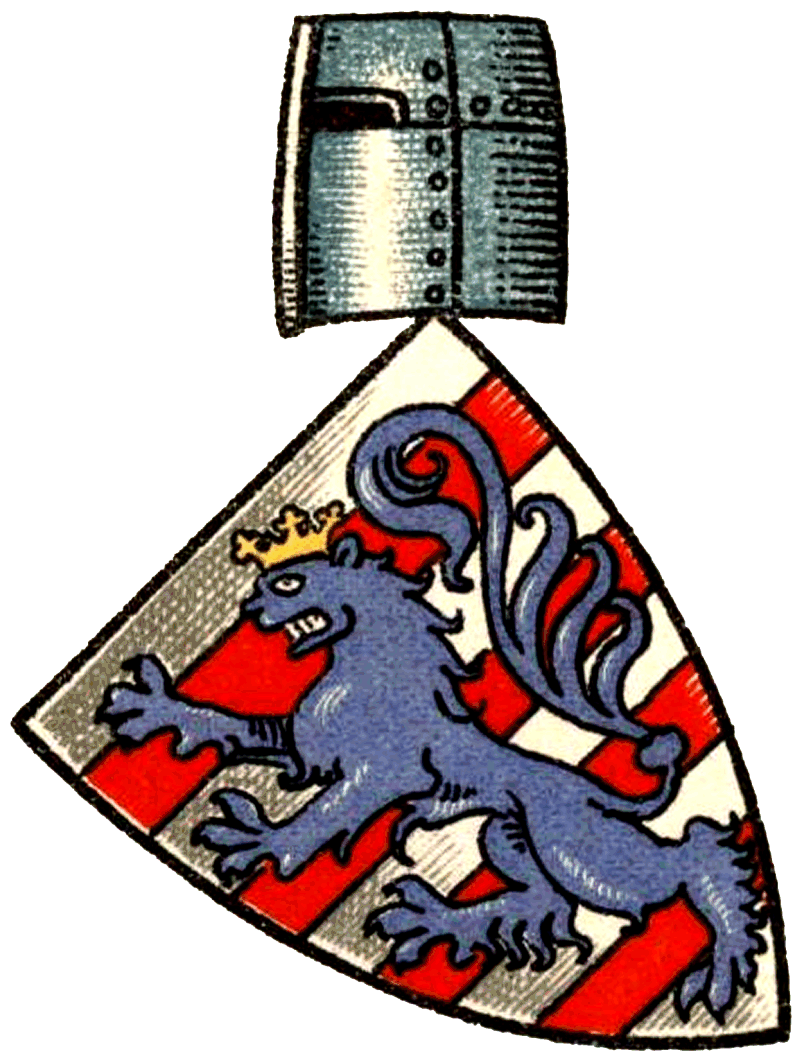
Stammwappen derer von Lüdinghausen genannt Wolff, das auch von deren Seitenlinie „Schulte von Soest“ geführt wurde
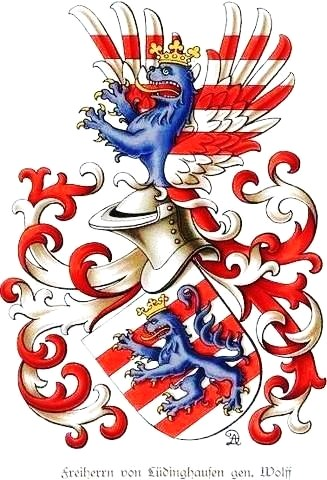
Wappen derer von Lüdinghausen genannt Wolff
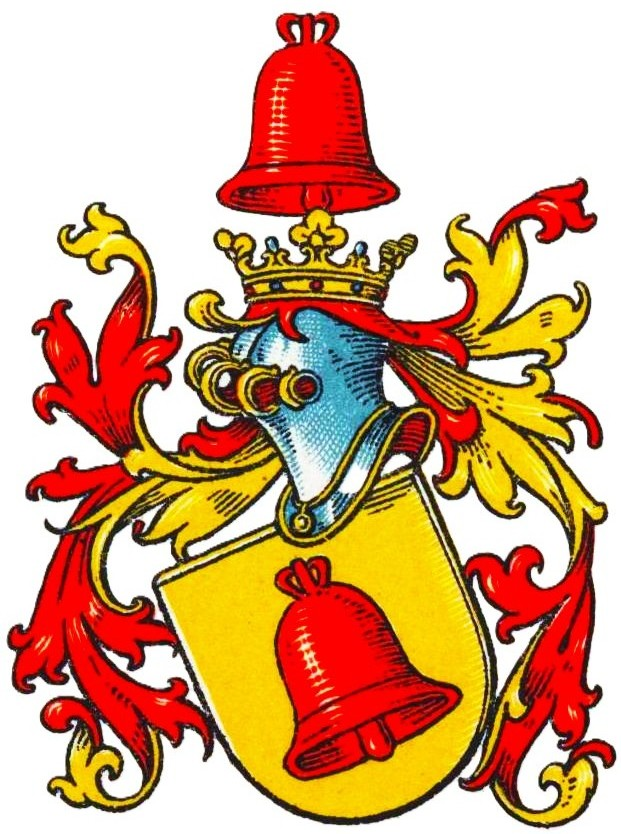
Alternatives Wappen derer von Lüdinghausen genannt Wolff im Wappenbuch des Westfälischen Adels
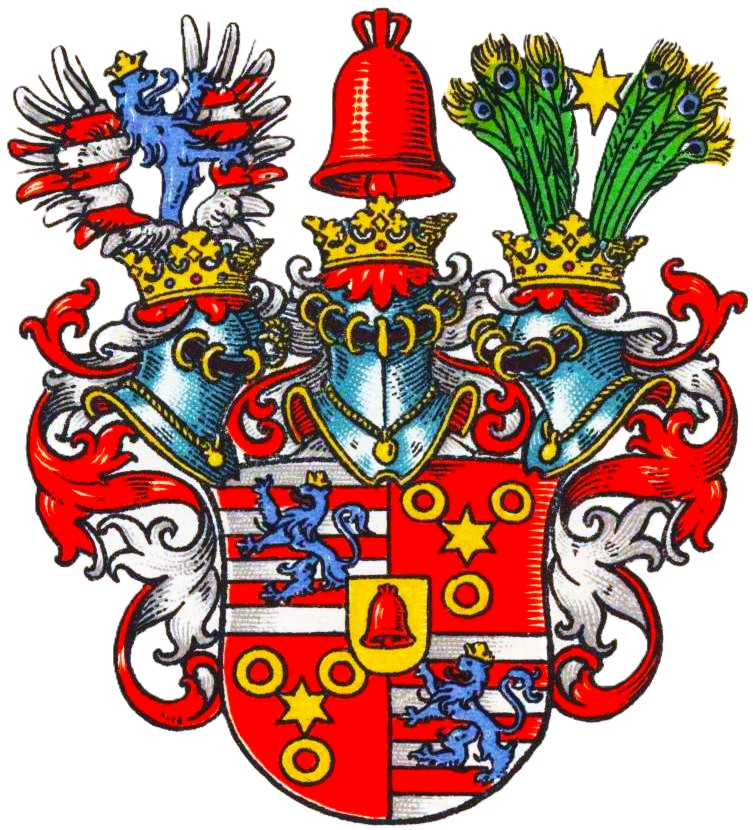
Wappen der Freiherren von Lüdinghausen genannt Wolff im Wappenbuch des Westfälischen Adels

Das alternative Glockenwappen ist die Basis des Ortswappens von Lüdinghausen sowie einiger anderer Wappen:

Ortswappen von Lüdinghausen
Wappen des Kreises Lüdinghausen
Wappen des Kreises Coesfeld
Wappen des SC Union 08 Lüdinghausen

## Bekannte Namensträger
- Hermann von Lüdinghausen († 13. Jh.), Domdechant und Domherr in Münster
- Alexander von Lüdinghausen († 1314), Dompropst in Münster
- Heidenreich Wolf von Lüdinghausen († 1392), von 1382 bis 1392 der 39. Fürstbischof von Münster
- Wilhelm von Lüdinghausen genannt Wolff (1596–1647), schwedischer Vize-Gouverneur von Westfalen und Generalmajor
- Friedrich von Lüdinghausen Wolff (1643–1708), Jesuit, kaiserlicher Capellan, Berater des Kaisers Leopold, intellektueller Gründer der Universität Leopoldina in Breslau und ihr erster Kanzler
- Georg Christoph von Lüdinghausen-Wolff (1751–1807), kurländischer Kanzler und Landhofmeister
- Johann von Lüdinghausen genannt Wolff (1770–1828), russischer Generalleutnant, Träger des Ordens pour le merite (Militärorden)
- Alexander von Lüdinghausen genannt Wolff (1818–1884), russischer Generalmajor[14]
- Eugen  von Lüdinghausen genannt Wolff (1820–1884), russischer Generalleutnant[15]
- Nikolai von Lüdinghausen genannt Wolff (1877– um 1931), russischer Generalmajor[16]
- Bernd von Lüdinghausen genannt Wolff (1864–1930), preußischer Polizeipräsident
- Otto von Lüdinghausen genannt Wolff (1850–1910), preußischer Generalleutnant[17]
- Reinhold von Lüdinghausen (genannt Wolff; auch: Reinhold von Lüdinghausen-Wolff) (1900–1988) war ein deutscher Bankmanager in der Zeit des Nationalsozialismus und in der Bundesrepublik